# Henk Roijers
H.C.J. (Henk) Roijers (Rotterdam, februari 1947) is een Nederlands politicus van de VVD.
Roijers begon zijn carrière bij de gemeentepolitie Rotterdam, gevolgd door een baan als ambtenaar bij het Ministerie van Buitenlandse Zaken. In 1971 verhuisde Roijers naar Vlaardingen waar hij later gemeenteraadslid en vervolgens in 1994 wethouder en locoburgemeester werd. In juni 2004 volgde zijn benoeming tot waarnemend burgemeester van Waddinxveen wat Roijers tot zijn vervroegde pensionering in mei 2009 zou blijven. In een interview in 2018 constateerde Roijers dat er geen sprake meer is van één typisch Waddinxveense identiteit, omdat een groot aandeel van de inwoners van dat moment oorspronkelijk van elders kwam. Dit was volgens Roijers echter niet erg, zolang iedereen even goed werd vertegenwoordigd.